# Trolejbusy w Słupsku
Trolejbusy w Słupsku – jeden z dziewięciu zlikwidowanych systemów komunikacji trolejbusowej w Polsce.
Sieć została oddana do użytku 20 lipca 1985, a zlikwidowana 18 października 1999. Świadczeniem usług transportu trolejbusowego zajmowało się początkowo Wojewódzkie Przedsiębiorstwo Komunikacyjne, a potem istniejący do dziś Miejski Zakład Komunikacji, obsługujący również linie autobusowe.

## Historia

### Pierwszy projekt
Pierwsze projekty trolejbusów w Słupsku sięgają jeszcze lat 30. XX wieku, kiedy to projektowano w mieście jedną linię trolejbusową. Miała ona połączyć Kobylnicę z Bruskowem Wielkim. Ten plan nie doczekał się realizacji.

### Drugi projekt
Od czasu likwidacji tramwajów w 1959 r. słupski transport zbiorowy oparty był wyłącznie o autobusy. Pod koniec lat 70. XX wieku Wojewódzkie Przedsiębiorstwo Komunikacyjne zleciło Instytutowi Dróg i Mostów Politechniki Warszawskiej sporządzenie Studium Komunikacji Zbiorowej. Zaproponowano w nim budowę trakcji m.in. na ulicach Małcużyńskiego, Piłsudskiego, Braci Gierymskich, Chodkiewicza, Żółkiewskiego, Wazów, Leszczyńskiego, 3 Maja, Wolności, Kościuszki, Kaszubskiej, Nowowiejskiej, Wiejskiej, Bohaterów Westerplatte, Hubalczyków. Oprócz tego plan uwzględniał także budowę nowych ulic, w tym przeprawy mostowej przez Słupię.
Szczególną rolę w negocjacjach z rządem PRL w kwestii budowy trolejbusów w Słupsku przypisuje się wojewodzie słupskiemu Czesławowi Przewoźnikowi. W 1985 r. zaplanowano, że pierwsza linia ma powstać do 22 lipca 1985 r.

### Budowa sieci trakcyjnej

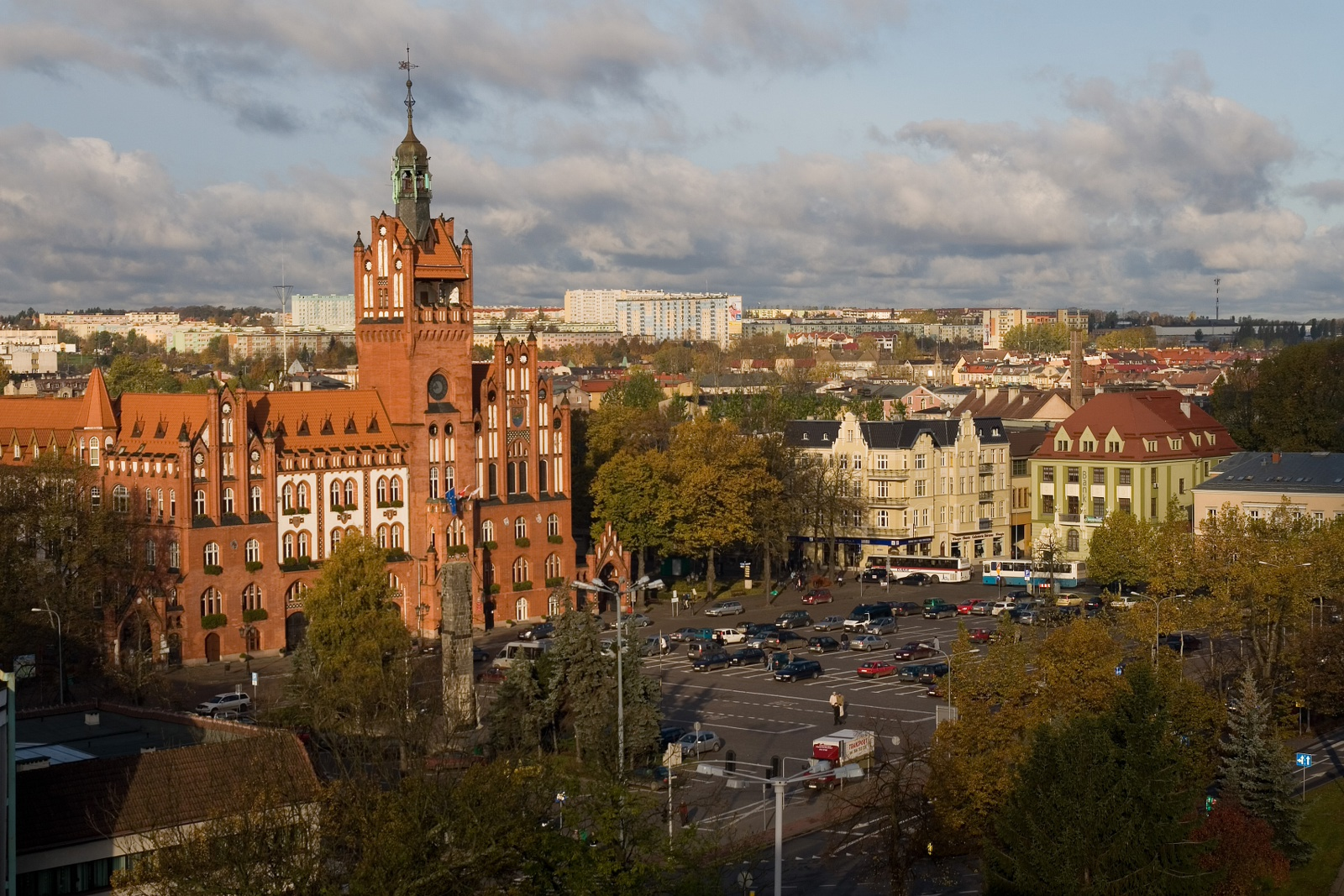
Słupski ratusz – miejsce styku tras wszystkich trzech linii trolejbusowych

Propozycje przebiegu tras trolejbusowych przedstawione w Studium Komunikacji Zbiorowej w większości nie zostały uwzględnione, głównie z powodu krótkiego czasu przewidzianego na realizację prac budowlanych. Ostatecznie zdecydowano, że powstanie pięć linii:
- A Wielkiego Proletariatu – Kopernika
- B Wielkiego Proletariatu – Deotymy – Hubalczyków
- C Wielkiego Proletariatu – 3 Maja – Hubalczyków
- D Zatorze – Kobylnica (dokładny przebieg nieznany)
- E Słupsk – Ustka (dokładny przebieg nieznany)

W kwietniu 1985 r. Wojewódzkie Przedsiębiorstwo Komunikacyjne we współpracy z Przedsiębiorstwem Robót Instalacyjno-Montażowych Budownictwa Rolniczego, Elektromontażu, Słupskiego Przedsiębiorstwa Remontowo-Budowlanego i żołnierzy rozpoczęło budowę sieci zasilającej dla pierwszej linii trolejbusowej, która miała połączyć ulicę Mikołaja Kopernika z ulicą Wielkiego Proletariatu na osiedlu Budowniczych Polski Ludowej. Na narożniku ulicy Szczecińskiej z ulicą Towarową powstała podstacja prostownikowa. Na potrzeby zajezdni przebudowano dawną zajezdnię tramwajową przy ulicy Mikołaja Kopernika.

### Lata 1985–1993

Tablica kierunkowa linii A z początków jej kursowania

20 lipca 1985 r. z udziałem władz PRL uroczyście otwarto system trolejbusowy w Słupsku. Zasilanie w podstacji prostownikowej włączył ówczesny wicepremier Zenon Komender. W tym dniu zorganizowano paradę trolejbusów ulicami miasta, złożoną z radzieckich trolejbusów ZiU-682UP na czele z prototypem polskiego trolejbusu Jelcz PR110E wyprodukowanym w miejscowej Kapenie.
Pierwszą słupską linię trolejbusową oznaczono literą A. Do jej obsługi przydzielono 10 dostarczonych koleją trolejbusów ZiU-682UP, pomalowanych w biało-zielone barwy. 11 listopada 1986 r. oddano do użytku drugą linię, oznaczoną literą B i łączącą osiedle Budowniczych Polski Ludowej (ulicę Rzymowskiego) z osiedlem Westerplatte (ulicą Hubalczyków). 27 czerwca 1987 r. trolejbus kierowany przez Zofię Giersz wyruszył w inauguracyjny kurs na nowej linii C, która miała takie same przystanki końcowe jak linia B, lecz nieco inną trasę. Zła sytuacja ekonomiczna nie pozwoliła na uruchomienie linii D i E.
30 kwietnia 1987 r. gazeta Zbliżenia tak pisała o słupskich trolejbusach:

Pojazdy „na szelkach” nie brudzą, nie hałasują, rokują dobre nadzieje dla ochrony środowiska.

### Lata 1993–1999

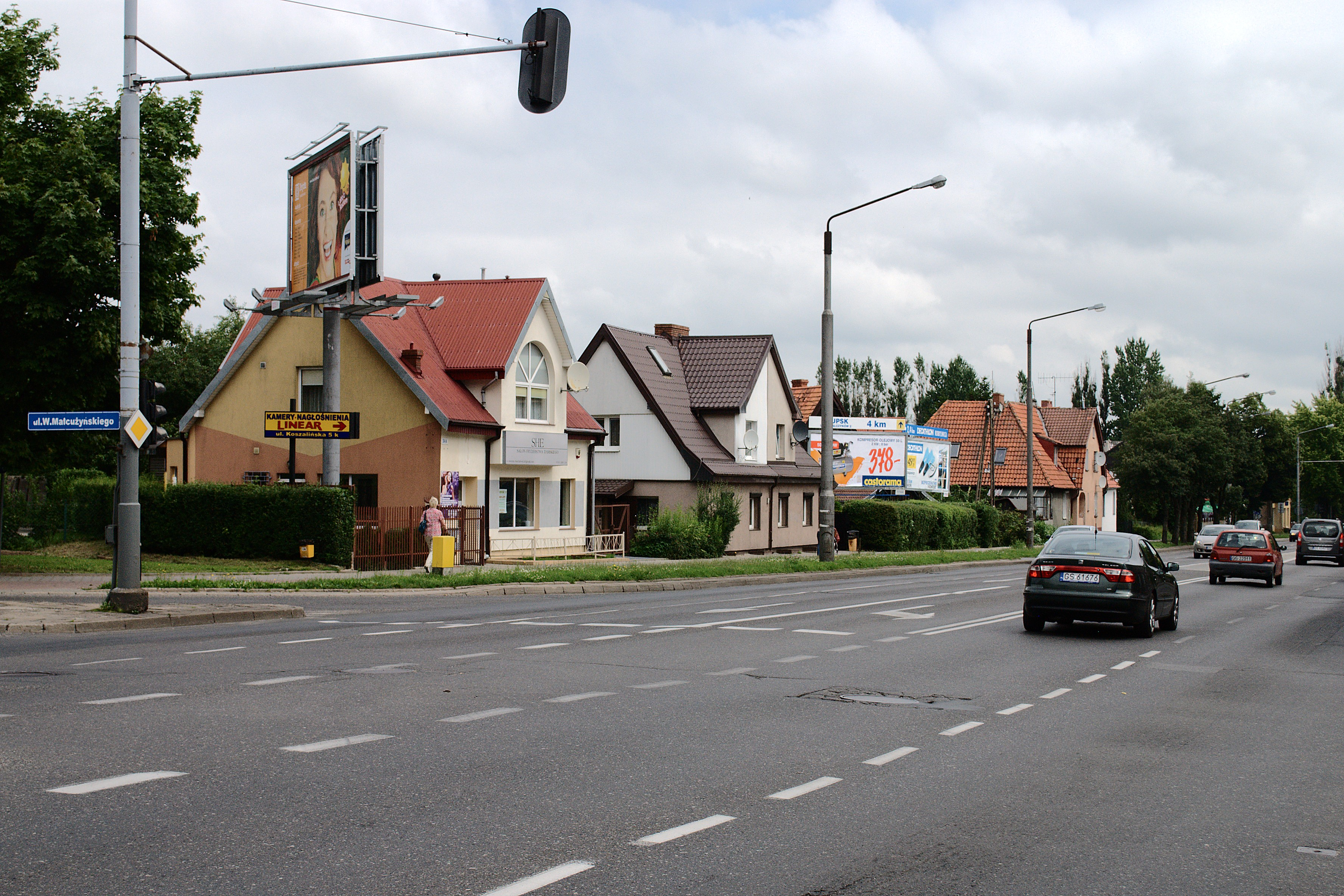
Ulica Szczecińska ze słupami trakcyjno-oświetleniowymi

Do koncepcji uruchomienia dwóch dodatkowych linii już nie wrócono – przekształcone w MPK, a później w MZK Wojewódzkie Przedsiębiorstwo Komunikacyjne inwestowało głównie w tabor autobusowy. Na początku lat 90. skasowano jedenaście sprawnych pojazdów (10 ZiU-9 oraz jednego Ikarusa 280E) – spowodowało to problemy taborowe i wypuszczenie autobusów jako uzupełnienia na trasach trolejbusowych. Przebudowano jednak trzy Jelcze PR110 na trolejbusy.
Na początku 1997 r. dyrektor MZK Słupsk Zbigniew Tomasik ogłosił plan likwidacji systemu trolejbusowego. Jako powody podawał zły stan infrastruktury, plany budowy drogi na miejscu zajezdni przy ul. Kopernika i braki w taborze autobusowym, które mógłby uzupełnić MZK Tychy w zamian za trolejbusy. Przekonywał, że likwidacja systemu przyniesie MZK korzyści, ponieważ zarówno cały tabor, jak i słupy trakcyjne odkupiłyby Tychy. Plan likwidacji poparli także szef zakładowej Solidarności i niektórzy pracownicy. W lipcu 1997 MZK Słupsk wymienił z tyskim przewoźnikiem siedem sprawnych trolejbusów na siedem autobusów. Pozostałe osiem pojazdów nie wystarczyło do pełnej obsługi trakcji. Dochodowość sieci drastycznie spadła. Do roku 1999 pozostało tylko pięć trolejbusów sprawnych na tyle, aby móc wyjechać na ulice miasta. Pojawiły się pierwsze głosy o likwidacji sieci. Przytaczano takie argumenty jak:
- nie jest opłacalne utrzymywanie infrastruktury technicznej dla pięciu pojazdów
- należy wymienić kable zasilające stację prostownikową
- trolejbusy spowalniają ruch na ulicach miasta
- sieć jest stara i zniszczona
- stacje prostownikowe produkują zbyt dużo mocy dla obsługi sieci[3]

MZK przeniosło się do Kobylnicy, a budowa nowej trasy trolejbusowej o długości ponad 1 km tamże i modernizacja istniejącej infrastruktury były zdaniem wiceprezydenta Jerzego Wandzla zbyt kosztowne, aby brać je pod uwagę. Upadła również koncepcja utworzenia oddzielnej trolejbusowej spółki, jak w Gdyni czy w Tychach. Nie skorzystano także z pomocy finansowej Unii Europejskiej w ramach programu PHARE. Oszacowano, że likwidacja linii B i C miała przynieść oszczędności rzędu 240 tys. zł, a linii A 170 tys. zł.
Formalna decyzja o likwidacji systemu została podjęta 15 marca 1999 r. przez władze Słupska. W połowie maja 1999 rozpoczęto zwijanie sieci trakcyjnej na ulicy Hubalczyków, co oznaczało koniec linii B i C. 18 października 1999 na ulice wyjechały ostatnie trolejbusy linii A.
Trasy dawnych linii A, B i C uległy nieznacznym korektom, nadano im również numery, odpowiednio 17, 16 i 15.
Decyzja o likwidacji trolejbusów w Słupsku była wielokrotnie krytykowana przez media, mieszkańców i radnych Słupska. Zarząd Miasta Słupska oskarżano, że przegłosował decyzję bez konsultacji z mieszkańcami i radnymi, będącymi w większości za pozostawieniem trolejbusów w mieście.

## Tabor
W Słupsku eksploatowano ogółem cztery typy trolejbusów: ZiU-682UP, Jelcz PR110E, Ikarus 280E i Jelcz/MZK 110E. W latach 1985–1992 podstawą taboru były radzieckie ZiU-682UP, do których dołączyły w 1986 r. polskie Jelcze PR110E, a w 1988 r. jeden Ikarus 280E. W latach 1993–1995 skasowano wszystkie ZiU-682UP, a w 1994 r. i w 1995 r. MZK Słupsk przebudowało cztery autobusy Jelcz PR110 na trolejbusy. W 1999 r. w ruchu pozostawało tylko siedem trolejbusów, w tym cztery Jelcze PR110E i trzy Jelcze/MZK PR110E. Najwięcej trolejbusów posiadano w latach 1985–1992, a najmniej w latach 1998–1999.
| Ilustracja | Typ              | Lata eksploatacji | Liczba | Opis |
| ---------- | ---------------- | ----------------- | ------ | --- |
|            | ZiU-682UP        | 1985–1995         | 10     | Modyfikacja radzieckiego trolejbusu ZiU-9 przeznaczona na rynek polski. W 1985 r. Słupsk otrzymał 10 trolejbusów tego typu. Otrzymały one barwy biało-zielone i numery taborowe z zakresu 550–559. Pierwszych pięć egzemplarzy wycofano z ruchu jesienią 1993 r., kolejne trzy w 1994 r., a ostatnie dwa w 1995 r. Powodem szybkiego ich wycofania z ruchu był brak części zamiennych. |
|            | Jelcz PR110E     | 1986–1999         | 15     | Pierwszy seryjnie produkowany polski trolejbus. W 1986 r. do Słupska dostarczono pierwszych sześć trolejbusów PR110E, w 1987 r. kolejnych dziewięć. Pierwszy Jelcz skasowany został w 1996 r., kolejne dwa w 1997 r., a w 1998 r. jeszcze jeden. W 1997 r. siedem Jelczy sprzedano do Tychów, a w 1999 r. cztery odkupił Lublin.                                                       |
|            | Ikarus 280E      | 1988–1993         | 1      | Prototyp trolejbusu powstały w 1988 r. w WPK Słupsk w wyniku montażu wyposażenia elektrycznego ze skasowanego ZiU-682UP do używanego nadwozia autobusu 280.26 z Łodzi. |
|            | Jelcz/MZK PR110E | 1994–1999         | 4      | Trolejbusy powstałe w warsztatach MZK w Słupsku w wyniku montażu silników prądu stałego i rozruchu oporowego do używanych nadwozi autobusów Jelcz PR110. W latach 1994–1995 powstały cztery egzemplarze. Jeden zezłomowano w 1997 r., pozostałe trzy odkupił Lublin w 1999 r. |

### Statystyki taboru
Na podstawie

## Linie

### Zlikwidowane
| Linia | Długość | Trasa | Uwagi |
| ----- | ------- | --- | --- |
|       | 4,7 km  | Rzymowskiego (obecnie Bitwy Warszawskiej) – 11 Listopada – Szczecińska – Tuwima – Deotymy – 9 Marca (obecnie Anny Łajming) – Sienkiewicza – Kopernika – Sienkiewicza – 9 Marca (obecnie Anny Łajming) – Tuwima – Szczecińska – 11 Listopada – Rzymowskiego | Oznaczenie linii A zmieniono na 17. Obecnie kursuje ona wyłącznie w godzinach szczytu w dni powszednie. Została przedłużona od ulicy Kopernika do SSSE.                              |
|       | 6,6 km  | Rzymowskiego (obecnie Bitwy Warszawskiej) – 11 Listopada – Szczecińska – Tuwima – Deotymy – Wałowa (ob. Jana Pawła II) – Zamkowa – Garncarska – Wiejska – Bohaterów Westerplatte – Hubalczyków – Bohaterów Westerplatte – Wiejska – Garncarska – Zamkowa – Jagiełły – 9 Marca (obecnie Anny Łajming) – Tuwima – Szczecińska – 11 Listopada – Rzymowskiego | Oznaczenie linii B zmieniono na 16. Linia została przedłużona do Szpitala wojewódzkiego na ul. Hubalczyków.                                                                          |
|       | 7,8 km  | Rzymowskiego (obecnie Bitwy Warszawskiej) – Piłsudskiego – Sobieskiego – 3 Maja – Wolności – Kopernika – Sienkiewicza – 9 Marca (obecnie Anny Łajming) – Wałowa (ob. Jana Pawła II) – Zamkowa – Garncarska – Wiejska – Bohaterów Westerplatte – Hubalczyków – Bohaterów Westerplatte – Wiejska – Garncarska – Zamkowa – Jagiełły – 9 Marca (obecnie Anny Łajming) – Sienkiewicza – Kopernika – Wolności – 3 Maja – Sobieskiego – Piłsudskiego – Rzymowskiego | Oznaczenie linii C zmieniono na 15. Trasę nieznacznie zmieniono, aby z linii mogło skorzystać więcej mieszkańców Zatorza i przedłużono do Szpitala wojewódzkiego na ul. Hubalczyków. |

### Niezrealizowane
| Linia | Trasa | Uwagi |
| ----- | --- | --- |
| D     | Przebieg trasy nie jest znany, linia miała połączyć Zatorze i Osiedle Niepodległości z Kobylnicą, bądź Osiedlem Akademickim.     | Słupsk i Kobylnicę łączy linia 5. Zatorze i Osiedle Niepodległości z Osiedlem Akademickim łączą linie 1 i 8.                         |
| E     | Przebieg trasy nie jest znany, linia miała połączyć Słupsk z Ustką, jako alternatywa lub zastępstwo dla linii autobusowej nr 10. | Słupsk i Ustka połączone są obsługiwaną przez MZK Linią Regionalną (daw. 10), a także innymi, należącymi do przewoźników prywatnych. |